# Jørgen Kleener
Jørgen Kleener (født 21. september 1943 på Frederiksberg) er en dansk øjenlæge og tidligere formand for Danmarks Radios bestyrelse.
Fra 1974 til 1987 var Jørgen Kleener medlem af Radiorådet, først som formand i fire år, så som næstformand i fire år og endelig som menigt medlem. I 2002 blev Kleener formand for DR's bestyrelse. Denne post forlod han 11. oktober 2004. Kleener fortæller herom:
"Byggeriet af DR byen krævede sine ofre efter at budgettet skred.
Generaldirektøren  blev afskediget. Og for at undgå, at DR blev politisk kastebold i den anledning blev der søgt opbakning bag fyringen. Det var der. Underhåndsaftalen med Mogens Lykketoft gik dog galt. Lykketoft ville gerne have en direkte kontakt. Det fik han. Men vi glemte at aftale,  hvad vi svarede , såfremt nogen spurgte. Derfor måtte jeg benægte  aftalens eksistens,  da jeg blev spurgt af TV-Avisen. Lykketoft bekræftede den. Det betød omgående exit fra DR. Jeg havde ikke talt sandt."[kilde mangler]
Jørgen Kleener var fra 1975 til 1987 medlem af Venstres hovedbestyrelse, medlem af Mediekommissionen 1980 til 1982, formand for Det Danske Filminstitut fra 1987 til 1993, formand for Hovedstadens Røde Kors fra 1996 til 1998, medlem af Dansk Røde Kors' styrelse fra 1996 til 2001, medlem af Sofieskolens bestyrelse 2007 –2011, medlem af Menighedsrådet for Sankt Nicolai Kirke, Rønne 2012- 2013 og medlem af bestyrelsen i "Foreningen til fremskaffelse af boliger til ældre og enlige" samt denne forenings byggefond 2017.
Jørgen Kleener blev cand.med. på Københavns Universitet i 1970. Han blev speciallæge i øjensygdomme 1980 og drev egen øjelægepraksis i Roskilde fra 1983 til 2008.

Jørgen Kleener var formand for Foreningen af Yngre Læger fra 1971 til 1973, formand for danske øjenlægers organisation 1991. Han har desuden været medlem af bestyrelsen for Lægernes Pensionskasse og Foreningen af Speciallæger. I 1978 blev han Ridder af Dannebrog.